# Okabe Motonobu
Pour les articles homonymes, voir Okabe (homonymie).
Okabe Motonobu est un nom japonais traditionnel ; le nom de famille (ou le nom d'école), Okabe, précède donc le prénom (ou le nom d'artiste).
Okabe Motonobu (岡部 元信, ?-25 avril 1581), également connu sous son nom commun « Gorobei », est un samouraï japonais de l'époque Sengoku, au service du clan Imagawa. Deuxième fils d'Okabe Chikatsuna, il devient un des principaux obligés des Imagawa, suivant les traces de son père. Après la mort de son seigneur Imagawa Yoshimoto à la bataille d'Okehazama, il continue de se battre et récupère même le cadavre de son maître. À la suite de l'effondrement du clan Imagawa, il change d'allégeance, se joint au clan Takeda et défend le château de Takatenjin. Il meurt en 1581 quand il est attaqué par les forces des Tokugawa commandées par Honda Tadakatsu.

## Source de la traduction
- (en) Cet article est partiellement ou en totalité issu de l’article de Wikipédia en anglais intitulé « Okabe Motonobu » (voir la liste des auteurs).